# كريستيان ريموندي
كريستيان ريموندي (بالإيطالية: Cristian Raimondi)‏ (مواليد 30 أبريل 1981 في سان جيوفاني بيانكو - إيطاليا) لاعب كرة قدم إيطالي يلعب حاليا لصالح نادي الدرجة الأولى ليفورنو الإيطالي منذ 2009 في مركز الوسط الأيمن .

## روابط خارجية
- كريستيان ريموندي على موقع قاعدة بيانات كرة القدم.إي يو (الإنجليزية)
- كريستيان ريموندي على موقع Soccerway.com (الإنجليزية)
- كريستيان ريموندي على موقع عالم كرة القدم.نت (الإنجليزية)
- كريستيان ريموندي على موقع كووورة
- كريستيان ريموندي على موقع AS.com (الإسبانية)